# Krzyżodziób modrzewiowy
Krzyżodziób modrzewiowy, krzyżodziób dwupręgowy (Loxia leucoptera) – gatunek niewielkiego, osiadłego lub koczującego ptaka z rodziny łuszczakowatych (Fringillidae), zamieszkujący wąski pas w Eurazji od Finlandii po wschodnią Syberię oraz równie wąski pas w Ameryce Północnej od Alaski po Labrador. Do Polski zalatuje rzadko – do 2021 roku odnotowano około 25 stwierdzeń, łącznie obserwowano około 56 osobników. Nie jest zagrożony wyginięciem.

## Systematyka
Wyróżniono dwa podgatunki L. leucoptera:
- krzyżodziób różowawy (L. leucoptera bifasciata) – północna Europa do wschodniej Syberii i północno-wschodnie Chin.
- krzyżodziób modrzewiowy (L. leucoptera leucoptera) – Alaska, Kanada i północne USA.

Za podgatunek L. leucoptera uznawano dawniej także izolowaną populację zamieszkującą wyspę Haiti; obecnie takson ten jest klasyfikowany jako oddzielny gatunek o nazwie krzyżodziób karaibski (Loxia megaplaga).

## Morfologia
WyglądSamce czerwone z brunatnoczarnymi skrzydłami i ogonem, samice zielonkawe. U obu płci na skrzydłach dwie wyraźne białe pręgi.
Wymiary średnie
- Długość ciała 14,5–17 cm[8]
- Rozpiętość skrzydeł ok. 26 cm
- Masa ciała 25–40 g[8]

## Ekologia
BiotopLasy limbowe i modrzewiowe.
GniazdoNa bocznej gałęzi drzewa iglastego.
JajaSkłada 3–5 jaj.
PożywienieNasiona drzew iglastych, głównie limby i modrzewia, oraz jagody i drobne bezkręgowce.

## Status i ochrona
W Czerwonej księdze gatunków zagrożonych Międzynarodowej Unii Ochrony Przyrody został zaliczony do kategorii LC (najmniejszej troski). Liczebność światowej populacji, wstępnie obliczona w oparciu o dane BirdLife International dla Europy z 2015 roku, mieści się w przedziale 10–100 milionów dorosłych osobników. Trend liczebności populacji uznawany jest za spadkowy.
Na terenie Polski gatunek ten jest objęty ścisłą ochroną gatunkową.